# Romeo Ștefan Belea

Teatrul Național „Ion Luca Caragiale” din București (2016)

Romeo Ștefan Belea (n. 28 iulie 1932, Tulcea, România) este un arhitect, profesor universitar și membru corespondent al Academiei Române (din 2010). Ca profesionist, el este o figura remarcabilă a arhitecturii din România din ultimii 40–50 de ani. În prezent Romeo Ștefan Belea este profesor universitar la Departamentul „Sinteză de proiectare” din cadrul Facultății de Arhitectură a Universității Spiru Haret, București.

## Biografie
Pregătirea sa educațională a început-o între anii 1939 și 1943 când a urmat cursurile școlii primare germane „Sf. Anton” din Craiova. Apoi, între anii 1943 și 1951 și-a continuat pregătirea la Colegiul Național „Carol I”, ulterior „Nicolae Bălcescu” tot din Craiova.
Între 1951 – 1957 a fost student la Institutul de Arhitectură „Ion Mincu” – București, unde în februarie 1958 a obținut Diploma în Arhitectură și Urbanism, iar în septembrie 1973 și-a luat doctoratul în Arhitectură cu tema: Spațiul teatrului de dramă contemporan. În comisia de doctorat a avut ca examinatori două mari valori ale scenei, regizorii Liviu Ciulei și pe specialistul în montările pieselor marelui dramaturg Caragiale, Sică Alexandrescu.
Romeo Belea este căsătorit cu arhitecta Liliana Belea și are o fiică, Anca-Oana Jackson.

## Activitate profesională
Făcând parte dintr-o serie deosebită a Școlii de Arhitectură, Romeo Belea s-a remarcat, încă de la începutul carierei, printr-o activitate intensă și diversă (arhitectură, urbanism, grafică, design). 
A fost, încă de la început, angrenat în lucrări de mare importanță (a participat la realizarea Sălii Sporturilor din Constanța, înainte de a-și dobândi diploma de arhitect) precum Sala Palatului R.P.R., a condus singur proiectarea pentru ansamblurile de cămine studențești Grozăvești, Regie, etc. În paralel, alături de alți trei colegi din aceeași remarcabilă serie, a participat și a câștigat premii și mențiuni la concursuri naționale de arhitectură.
Într-o carieră care solicită nu numai facultatea, dar și multă cultură, s-a impus prin tenacitate, spirit de colaborare și coordonare, la realizarea unor lucrări deosebite: Teatrul Național „I. L. Caragiale”, Biblioteca Academiei Române (extinderea unei biblioteci existente din anii ’30), Hotel Intercontinental București etc. 
În paralel, a desfășurat o carieră universitară, parcurgând repede treptele profesionale și devenind, de tânăr, Profesor, Șef de atelier de proiectare și Conducător de doctorate la Universitatea de Arhitectură și Urbanism „Ion Mincu”. 
Deosebit de cultivat, produs al unei școli românești de înaltă valoare, prof. dr. arh. Romeo Ștefan Belea continuă să activeze pe toate planurile profesiei sale cu vigoare și cu discreția creatorului sigur pe sine, în același timp plin de respect față de înaintașii și contemporanii săi. 
Este membru fondator, din anul 2002, al Uniunii Arhitecților din România. A fost mulți ani membru al conducerii Uniunii Arhitecților din România și Președinte al Fondului de Arhitectură până în 1990, poziție din care a ajutat, cu respect și foarte multă atenție, o serie de cunoscuți arhitecți interbelici, aflați în dificultate în acei ani. 
În 1976 a obținut Bursa „FORD” pentru Urbanism și Amenajarea Teritoriului – Bruxelles. 
A efectuat o serie de călătorii de documentare, de studii și pentru proiecte internaționale, rămânâd sa locuiască și să lucreze în România.

### Lucrări notabile de arhitectură

#### Proiecte în România
Printr-o sumară prezentare, iată doar câteva dintre lucrările sale de proiectare: 
- Teatrul Național „ION LUCA CARAGIALE” București – Refuncționalizare, Remodelare, Realizarea a patru noi săli de spectacole – Proiect fazele: Studiu de Fezabilitate 2008, P.A.C. 2008;
- Centrul Cultural „Sala Palatului” – Refuncționalizare, Extindere funcțiuni (Sala concerte 4.000 locuri compartimentabilă, Săli audiții muzică, Expoziții, Librărie, Cafenea, Baruri, Restaurant, Comerț specific etc.) – Proiect fazele: Studiu de Fezabilitate 2007, Elemente de Proiect Tehnic 2008;
- Teatrul Național de Operetă București – Remodelarea și extinderea Sălii OMNIA – Studiu de Fezabilitate 2005;
- Biblioteca Academiei Române București – Extindere – Proiect 1992 – 2005;• Teatrul Municipal Tulcea – Proiect 2004;
- Clubul Diplomaților București – Centru multifuncțional pentru congrese, conferințe, expoziții – Avant-proiect;
- Piața Universitații București – Studiu urbanistic 2004;
- Parcul Academiei Române București – Studiu peisagistic 2003;
- Piața Gării C.F.R. Constanța – Studiu urbanistic 2003;
- Hotel 4 stele NOVOTEL – Sala de spectacole transformabilă, Galerii comerciale, Cazare și alte servicii – Piața fostului Teatru Național, Calea Victoriei, București – Proiect 2002;
- Complexul Universitar „Spiru Haret” București;
- Complex Rezidențial Băneasa;
- Sala Festivalului „George Enescu” București;
- Lanțul de hoteluri „Continental” București, Sibiu, Cluj-Napoca si Constanța;
- Hotel „Intercontinental” București;
- Pavilionul Expozițional București.

Notă: 
Teatrul Național din București (TNB) (astazi numit Teatrul Național “Ion Luca Caragiale”) – un reper național, cultural și architectural, a fost proiectat și realizat între anii 1963-1977 de un colectiv de la I.P. Proiect București, condus de prof. arh. Horia Maicu (conform scriptelor oficiale ale vremii, perpetuate până în prezent), prof. arh. Romeo Belea (șef de proiect complex) și prof. arh. Nicolae Cucu, având drept consultanți pe marii maeștri ai teatrului românesc Sica Alexandrescu, Liviu Ciulei și Horea Popescu. Structura de rezistență a fost concepută de către inginerul Alexandru Cișmigiu. În memoriile sale “Arhitect sub comunism”, Ion Mircea Enescu afirmă că la “Teatrul Național, autor era nominalizat Horia Maicu, atunci arhitect-șef al orașului, deși toată lumea știa că autori au fost cei din grupul lui Romeo Belea.
Despre estetică exterioară a clădirii noului teatru s-a comentat îndelung. Construcția poate fi considerată a fi concepută într-o manieră modernă, ca o replică foarte apropiată a bisericii lui Le Corbusier – Notre Dame du Haut, Ronchamps. Unii comentatori au recunoscut în elementele de vocabular ale construcției fie stilul mănăstirilor pictate din nordul Moldovei, fie pălăria lui I. L. Caragiale, după dorința comentatorului și contextul lecturii acestui edificiu. Forma clădirii a fost controversată de Nicolae Ceaușescu care insista ca aceasta să fie schimbată.
În 2014 Romeo Belea finalizează amplele lucrări de modernizare ale Teatrului Național din București. Este încheierea unui proiect care marchează, printr-un arc de timp, activitatea prodigioasă a acestui mare artist al formelor care dau personalitate Capitalei. Ca tânăr arhitect a participat la realizarea proiectului Teatrului Național, în 1968, care se alătura armonios în zona kilometrului zero, Hotelului Intercontinental. Teatrul Național a fost clădirea de care și-a legat destinul profesional, arhitectul gândind în termenii specialistului toate etapele de transformare ale edificiului impuse de decidenții politici sau evenimente neprevăzute.

#### Proiecte de arhitectură în străinătate
Laborioasa activitate profesională a arhitectului Romeo Belea cuprinde, totodată și numeroase proiecte internaționale. Arhitectul Romeo Belea este autorul a proiecte pentru: teatre și săli de spectacole în S.U.A., Austria, Germania și Siria, hoteluri în S.U.A., Germania, Austria, domeniul urbanismului și sistematizării teritoriale în Belgia.
- Teatrul Național Damasc, Siria;
- Imobil cu apartamente de lux și spații comerciale adiacente și parcaje subterane, Beirut, Liban;
- Hotelul „Ouzoud Waterfall”, Maroc;
- Arena Multifuncțională 6.000 de locuri, Tripoli, Libia;
- Piscina Olimpică 2.000 de locuri, Tripoli, Libia;
- Sala Sporturilor 2.000 de locuri, Tripoli, Libia;
- Școli, Tripoli, Libia;
- Hotel cu Sala de Congrese și Conferințe, Damasc, Siria etc.

În prezent, distinsul arhitect, alături de alți „pioni” importanți este antrenat în realizarea amplelor lucrări de consolidare și modernizare a Teatrului Național București (amănunte în Revista Construcțiilor nr. 91 – 100).

### Activitate profesional-socială
Cele de mai jos reprezintă câteva repere privind laborioasa sa activitate profesional-socială:
- 1965 – 1989 – Uniunea Arhitecților din România (U.A.R.) – Membru al Comitetului de Conducere;
- 1980 – 1989 – Uniunea Arhitecților din România (U.A.R.) – Președinte al Fondului de Arhitectură;
- 1997 – 2002 – Societatea Arhitecților din România (S.A.R.) – Membru al Directoratului, alături de arhitecții Dorin Ștefan și Viorel Hurduc;
- 1992 – 2000 – Membru al Comisiei de Urbanism și Amenajarea Teritoriului din cadrul Primăriei Municipiului București;
- 2000 până în prezent – Membru al Comisiei de Urbanism și Amenajarea Teritoriului din cadrul Ministerului Transporturilor;
- 2002 – Membru fondator al Ordinului Arhitecților din România;
- 2004 până în prezent – Membru al Comisiei de Urbanism și Amenajarea Teritoriului din cadrul Primăriei Sectorului 1, București.

### Concursuri de arhitectură

#### Concursuri naționale
Prof univ. arh. Romeo Ștefan Belea a fost participant activ la numeroase concursuri naționale de arhitectură unde a obținut premii sau mențiuni, dintre care amintim: 
- Sistematizarea Pieței Unirii, Iași – 1959;
- Teatrul Național Craiova – 1959;
- Centrul Civic al Municipiului Ploiești – 1959;
- Sistematizarea centrului Podul Turcului, Iași;
- Teatrul Național București – 1961;
- Sistematizarea Intrării în Municipiul Pitești – 1965;
- Sistematizarea Pieței Unirii, București – 1959;
- Sistematizarea unui cartier de locuințe în municipiul Ploiești – 1964;
- Sistematizarea Pieței Unirii, Focșani – 1966;
- Aerogară și Aeroportul Internațional București-Otopeni – 1968;
- Centrul Multifuncțional Sinaia – 1990.

#### Concursuri internaționale
De asemenea, prof univ. arh. Romeo Ștefan Belea s-a aflat printre cei prezenți la concursuri internaționale de arhitectură: 
- Sediile ONU-ONUDI-AIEA Viena, Austria – 1969;
- Sistematizarea Zonei Centrale a Orașului Karlsruhe, Germania – 1970;
- Concurs-oferta ARCOM pentru Teatrul Municipal și Conservatorul Casablanca;
- Maroc – 1971, Opera Națională din Sofia, Bulgaria – 1973;
- Concurs-oferta ARCOM pentru Centrul de Congrese Damasc, Siria – 1980.

### Activitate publicistică
Prof. univ. arh. Romeo Ștefan Belea a desfășurat și o activitate publicistică remarcabilă, concretizată în volumul „Desenul în Arhitectură, Construcții și Urbanism” – Editura Tehnică, 1962, în articole și intervenții în ziare și reviste românești și străine, interviuri și convorbiri la Radio și Televiziune, conferințe, etc.

## Premii și distincții
De-a lungul timpului, pentru întreaga sa muncă în domeniile de arhitectură, proiectare și construcții a fost distins cu Ordinul Muncii clasa a III-a – 1960, Ordinul Muncii clasa a II-a – 1970, Ordinul „Serviciul Credincios” – Cavaler – 2002, Distincția Culturală a Academiei Române – 2001, Diploma „Meritul Academic” al Academiei Române – 2005.
În 2012, la Bienala Nationala de Arhitectura, Bucuresti  architectului Romeo Belea i s-a acordat Diploma de Excelență și Medalia Opera Omnia.
La Gala Premiilor UNITER 2015 din București, Premiul Președintelui UNITER, Ion Caramitru, este acordat domnului Romeo Belea, ajuns la venerabila vârstă de 83 de ani, arhitectul Teatrului Național „I.L.Caragiale”, ca recunoaștere a meritelor acestui renumit și neobosit artist al formelor.